# Giovanni Fagnano
Giovanni Francesco Fagnano dei Toschi (31 de enero de 1715 - 14 de mayo de 1797) fue un religiosos católico y matemático italiano, hijo de Giulio Carlo de' Toschi di Fagnano, también matemático.

## Carrera religiosa
Fagnano fue ordenado como sacerdote. En 1752 se convirtió en canónigo, y en 1755 fue designado como archidiácono.

## Matemáticas
Fagnano es conocido por el problema de Fagnano, el problema de inscribir un triángulo de perímetro mínimo dentro de un triángulo agudo. Como demostró, la solución es el triángulo órtico, cuyos vértices son los puntos donde las alturas del triángulo original cruzan sus lados. Otra propiedad del triángulo órtico, también probada por Fagnano, es que sus bisectrices son las alturas del triángulo original.
Fagnano también resolvió parcialmente el problema de encontrar la mediana geométrica de conjuntos de cuatro puntos en el plano; este es el punto que minimiza la suma de sus distancias a cuatro puntos dados. Como demostró Fagnano, cuando los cuatro puntos forman los vértices de un cuadrilátero convexo, la mediana geométrica es el punto donde las dos diagonales del cuadrilátero se cruzan. En el otro caso posible, no considerado por Fagnano, un punto se encuentra dentro del triángulo formado por los otros tres, y este punto interno es la mediana geométrica. Por lo tanto, en ambos casos, la mediana geométrica coincide con el Lema de Radon de los cuatro puntos dados.